# Annette Wieviorka

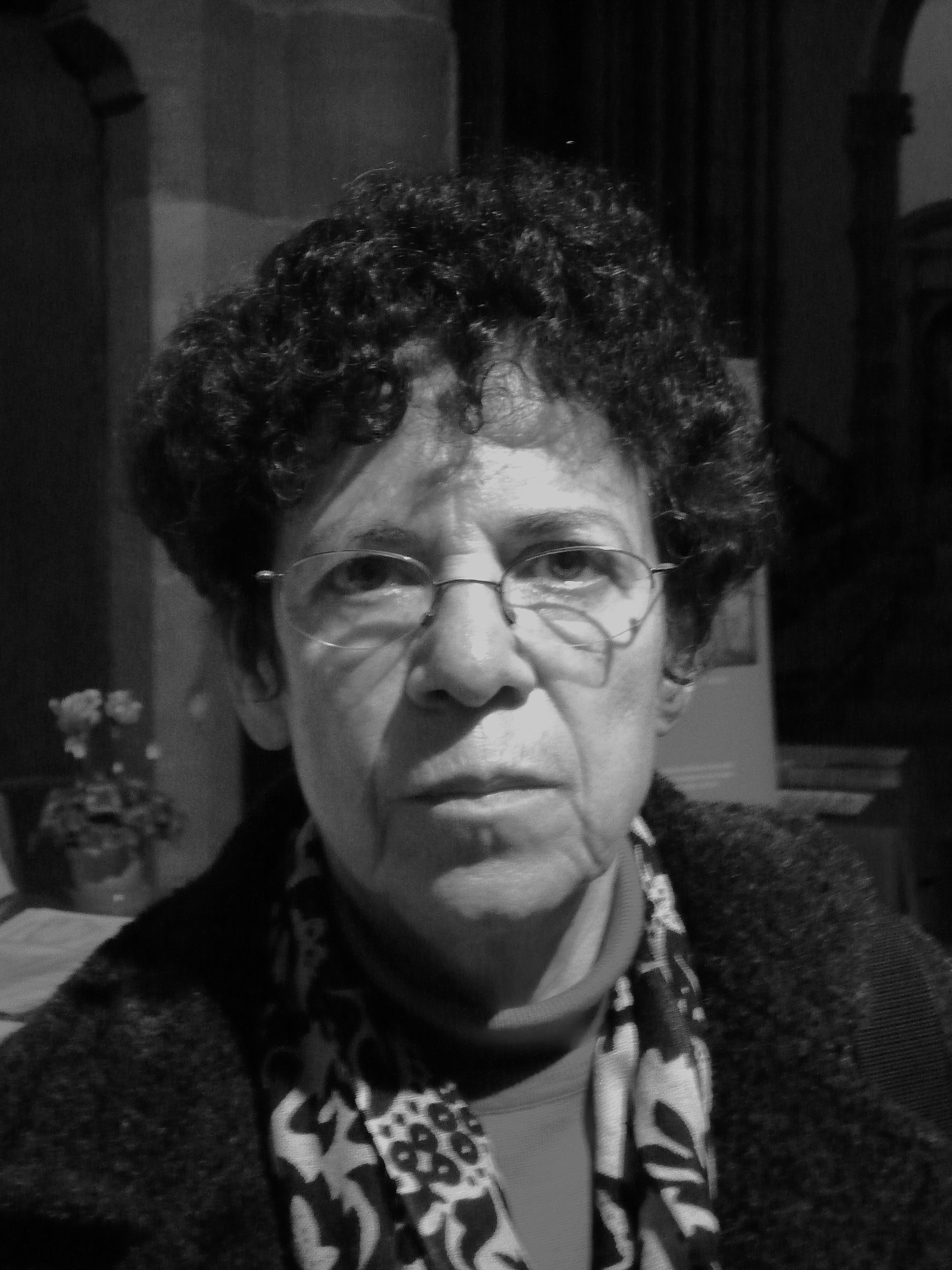
Annette Wieviorka en 2012.

Annette Wieviorka, nacida el 10 de enero de 1948, es una historiadora francesa, especializada en el Holocausto y en la historia de los judíos en el siglo XX desde la publicación en 1992 de su tesis Déportation et génocide : entre la mémoire et l'oubli, defenida en 1991 en la Universidad de París X Nanterre.
Los abuelos paternos de Annette Wieviorka, judíos polacos, fueron arrestados en Niza durante la guerra y murieron en Auschwitz. El abuelo, Wolf Wiewiorka, nació el 10 de marzo de 1896 en Minsk. La abuela, Rosa Wiewiorka, nacida Feldman, nació el 10 de agosto de 1897 en Siedlce. Su última dirección en Niza fue el 16 de la calle Reine Jeanne. Fueron deportados en el convoy No. 61, con fecha del 28 de octubre de 1943, desde el Campamento Drancy a Auschwitz. Fueron detenidos antes en el campamento de Beaune-la-Rolande. Su padre, refugiado en Suiza, y su madre, la hija de un sastre parisino, refugiada en Grenoble, sobrevivieron a la guerra.
Es la hermana de Michel Wieviorka, Sylvie Wieviorka y Olivier Wieviorka.
Su obra más reciente ha sido traducida al español con el título 1945. Cómo el mundo descubrió el horror (Madrid, Taurus, 2016). Ha coordinado junto a Ivan Jablonka Nuevas Perspectivas Sobre La Shoá, editado en Argentina por la Universidad Nacional de Quilmes.
- Datos: Q2851520
- Multimedia: Annette Wieviorka / Q2851520